# Gmina Randers
Gmina Randers (duń. Randers Kommune) – gmina w Danii w regionie Jutlandia Środkowa.
Gmina powstała 1 stycznia 2007 roku na mocy reformy administracyjnej z połączenia istniejącej gminy Randers z gminami Purhus i Nørhald oraz częściami gmin Sønderhald, Langå i Mariager.
Siedzibą władz gminy jest miasto Randers.

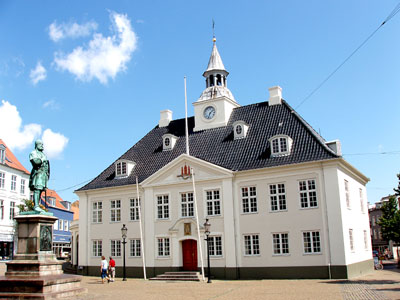
Ratusz w Randers